# Anton von Deschwanden
Anton Josef Paul von Deschwanden (* 2. Januar 1877 in Stans; † 20. Oktober 1960 ebenda) war ein Schweizer Politiker. Von 1913 bis 1919 gehörte er als Vertreter der Konservativen dem Regierungsrat des Kantons Nidwalden an.

## Leben
Der Sohn des Hauptmanns Alfred von Deschwanden und der Marie Adelheid Durrer wurde als Bürger von Kerns in Stans geboren. Nach der Grundschule in Stans besuchte er von 1890 bis 1893 das Gymnasium (St. Fidelis) in Stans und danach von 1983 bis 1896 dasjenige von Einsiedeln. Seine Grundlagen für die Führung seines Kolonialwarengeschäfts holte von Deschwanden sich durch eine kaufmännische Ausbildung in Basel.
Zahlreiche Verwandte waren in den Kantonen Obwalden und Nidwalden bereits stark politisch tätig. Darum wandte sich von Deschwanden bereits in jungen Jahren der Politik zu. Auf lokaler Ebene war er ab 1902 Gemeinderat von Stans. Von 1908 bis 1922 war er auch Mitglied im Kirchenrat.
Auf kantonaler Ebene begann von Deschwanden seine Karriere 1910 als Mitglied des Kantonsgerichts. Im Jahr 1913 wurde er an der Landsgemeinde in den Regierungsrat gewählt, dem er bis 1919 angehörte. Er war gleichzeitig Verhörrichter. Zwischen 1923 und 1940 war er Mitglied des Obergerichts, wo er es bis zum Vizepräsidenten schaffte. Auch im Militär brachte er es weit und stieg bis zum Rang eines Majors auf.
Anton von Deschwanden heiratete am 17. November 1902 in Stans Maria Niederberger und wurde damit der Schwiegersohn des Landschreibers Ferdinand Niederberger. Die Ehe blieb kinderlos. Er hatte zahlreiche Ämter; von 1912 bis 1917, 1927/1928 und 1952 präsidierte er die Ersparniskasse Nidwalden und von 1920 bis 1955 die Stiftung Kantonsspital Nidwalden. Zwischen 1927 und 1959 war er Verwaltungsrat der Stansstad-Engelberg-Bahn. Da er keine Nachkommen hatte, gründete er eine Deschwanden-Stiftung in Kerns, die er verwaltete.

## Quelle
- Altes Stammbuch. Band X, Deschwanden II, 7 (4), S. 7.